# David Tschanz
David Tschanz (* 14. März 1717 in Steffisburg; † 4. Juni 1784 in Heimberg) war ein Schweizer Pietist.

## Leben

### Familie
David Tschanz war seit 1746 in erster Ehe mit Salomé, geborene Rohrbach, verheiratet; er heiratete 1751 Anna Maria, geborene Würsten, in zweiter Ehe.

### Werdegang
Er erlernte den Beruf eines Töpfers und war Gemeindeobmann in Heimberg, zugleich auch Chorrichter (das Chorgericht war das geistliche Gericht besonders für Ehesachen) in Steffisburg.

### Pietistisches Wirken
Um 1740 hatte er, unter dem Eindruck einer Predigt von Samuel Lutz in Oberdiessbach, ein Erweckungserlebnis und hielt daraufhin in der Heimberger Au verbotene Glaubensversammlungen ab. Trotz der Ermahnungen des Steffisburger Chorgerichts predigte er unter Berufung auf den Heiligen Geist weiter, was ihm den Vorwurf der Schwärmerei, Haft und eine Anklage vor der Berner Religionskommission eintrug, in der er sich jedoch am 17. April 1741 als kirchen- und staatstreu erwies und die ihn als harmlos einstufte; die Kommission verbot ihm allerdings die Berleburger Bibel, die er von Abraham Kyburz erhalten hatte, zu lesen.
Mit weiteren Erweckten, unter anderem Rudolf Gasser (1720–1771), den Brüdern Christian (1721–1766) und Hieronymus Stübi (1714–1796), gründete David Tschanz die pietistische Bewegung der Heimberger Brüder; dies war eine Gemeinschaft, deren religiöse Grundlagen die von den Heimberger Brüder verfasste Rechtfertigungslehre von 1749, mit der sie sich als Anhänger der Reformation auswiesen, das Bekenntnis vom 19. Oktober 1780 und die Berner Kirchenordnung von 1532 waren. Sie sprachen sich mit Bruder und Schwester an, begrüssten sich mit dem Bruderkuss und hielten spontane Veranstaltungen, sogenannte Dorfstündlein, ab.
In ihren Treffen, die nie zur Zeit eines Gottesdienstes stattfanden, ragten Berichte über eigene religiöse Erlebnisse heraus, dazu wurden Lieder aus dem Köthener Liederbuch von 1736 gesungen. Die Bewegung achtete darauf, kirchentreu und gehorsam gegen die Obrigkeit zu sein und versammelte sich jährlich am Freitag nach Ostern zum sogenannten Bruderdorf in Heimberg; während des Bruderdorfes gaben die ältesten Brüder Zeugnis von ihrem geistlichen Leben; es wurde gebetet und gesungen, aber, um mit der Kirche nicht zu konkurrieren, wurde die Bibel weder gelesen noch ausgelegt.
Es entstanden im Simmental, Saanenland, Frutigtal, in Thun und Umgebung diverse Bruderschaften, die auch als Oberländer Brüder bekannt waren, mit denen David Tschanz eine ausgedehnte Korrespondenz führte.